# محمود السواركة
محمود سليمان سلام السواركة من أشهر المعتقليين المصريين والعرب في السجون الأسرائيلية أمضى فيها 22 عاما، وهو من قبيلة السواركة بالعريش بمصر.

## بداياته
محمود السواركة بدأ محمود السواركة نضاله لحظة دخول الأسرائيليين إلى العريش وبعدما رأى المجازر التي أرتكبوها للأسرى المصريين.
ألتحق محمود السواركة بقوات الحرس الوطني في عام 1960م والتي تم تكوينها على يد الضابط المصري عادل فؤاد عام 1957م لضرب مخططات المكتب الخامس التابع للمخابرات الإسرائيلية، وبدأ السواركة في جمع معلومات وصور عن العديد من المناطق عسكرية ومفاعل ديمونة في صحراء النقب.
وبعد نكسة 1967م شارك محمود السواركة في مجموعات أخرى نظمت بواسطة ضباط مصريين لمساعدة العسكريين المصريين على الانسحاب وتأمينهم وتعطيل القوات الإسرائيلية، فقام محمود السواركة بنسف مخازن السلاح والذخيرة التي تركها الجنود المصريون، ونصب الكمائن للقوات الإسرائيلية.
وكان محمود السواركة يستخدم طريقة خاصة به لزرع الألغام حيث يقول انه كان يقوم بربط اللغم بسلك دقيق ومده بعيدا من طريق مرور الصهاينة وكان يختبئ في حفرة ممسكا بالطرف الثاني للخيط منتظرا مرور المركبات الأسرائيلية حتى إذا جاءت يقوم بسحب اللغم ليصبح أسفل المركبة لحظة مرورها، وهذه الطريقة أبتكرها محمود حتى لا يصيب اللغم العسكريين أو المدنيين المصريين.[1]
قام محمود السواركة بعدد من العمليات الفدائية وصل عددها إلى 13عملية، ودمر المئات من السيارات العسكرية الأسرائيلية حتى جاءت أخر عملية قام بها السواركة

## عملية الأتوبيس
لم يكن قد مر على زواج محمود السواركة 10 أيام حين قبضت عليه القوات الأسرائيلية بسبب هذه العملية وهى تفجير أتوبيس يقوم بنقل الجنود والضباط للأجازات ظل يطارده محمود كما يقول لمدة 3 سنوات، وباستخدام طريقته في زرع الألغام وضع السواركة 3 ألغام في شوال وأمسك الخيط منتظرا وصول الحافلة التي تقل الجنود والضباط، وعندما وصلت قام السواركة بشد الخيط وتفجير الأتوبيس الذي لم يتبق منه سوى الحديد وأشلاء وجثث 52 ضابط وجندي، وهرب محمود السواركة، ولكنه فقد فردة حذاءه وهو يحاول الهرب.
أستعان الجيش الأسرائيلي بخبراء متخصصين في اقتفاء الأثر حتى عثروا على محمود وأعتقلوه هو وزوجته وأخويه حماد وسلام، وأفرجوا عن زوجته وأخويه بعد 54 يوم وقاموا بترحيله إلى سجن غزة لمحاكمته.

## في المعتقل
في السجون الأسرائيلية تعرض محمود السواركة لتعذيب وحشي سواء كان جسدى من ضرب وصعق ورش جسده بالماء المثلج والماء المغلى وإلقاءه على ألواح من الخشب تبرز منها المسامير أو نفسي بإهانته وإهانة رموز المقاومة وتصويرهم عملاء لهم، وعن التعذيب الذي تعرض له يحكى السواركة في أحد المرات أن الأسرائيليين أدخلو عليه كلبا مدربا لينهش لحمه وبعدما أوثقوه وأمروا الكلب أن يهجم عليه وعندما أقترب الكلب من وجهه قام السواركة بعض لسان الكلب مما أثار جنون الضباط الأسرائيليون وانقضوا عليه وضربوه بوحشية وكسروا أسنانه.
كما جعلوا من جسده حقل تجارب يدرس عليه طلبة كليات الطب، وأجروا له سبع عمليات جراحية بدون أن يعاني من مرض يحتاج لجراحة، ولم يكتفوا بكل هذا بل حاول الأسرائيليون أغتياله أربع مرات في السجن ولكنهم فشلوا.
وكان يشرف ويشهد على عمليات تعذيب محمود السواركة العديد من أبرز المسؤولين الإسرائيليين العسكريين والسياسيين في سجن عسقلان وغزة منهم أيهود باراك.

## الأفراج عنه
كانت هناك محاولات عديدة من قبل الجهات المصرية لمعرفة مصير محمود السواركة إذا كان على قيد الحياة أم لا، وكان الأسرائيليون ينكرون وجوده لديهم أو حتى معرفته، وظل الأمر كذلك حتى أفرج عن أحد المعتقلين وهو اللبنانى جمال محروم في عام 1994م حيث قضى أربع سنوات في سجن عسقلان مع محمود السواركة وكان يقوم برعايته، وأكد وجود محمود في سجن عسقلان وانه ما يزال على قيد الحياة.
بدأت محاولات من الجهات المصرية للأفراج عن محمود السواركة حاول فيها اليهود استغلالها بمبادلته بعدد من الجواسيس ولكن السواركة رفض، وجاءت محاولة أخرى من مبادلته بالجاسوس عزام عزام ولكن محمود السواركة رفض ذلك وهدد بالأنتحار قبل تسليمه.
وقد أفرج عن محمود السواركة في فبراير عام 1999م